# Hispano HA-200
Hispano HA-200 Saeta (E.14) – hiszpański wojskowy samolot treningowy i lekki samolot szturmowy o napędzie turboodrzutowym.

## Historia
Samolot został opracowany w wytwórni Hispano-Aviación S.A. przez głównego konstruktora W. Messerschmitta. Pierwszy lot prototypu samolotu, który oznaczono jak HA-200, odbył się 12 sierpnia 1955 roku. Samolotem tym zainteresowało się hiszpańskie lotnictwo wojskowe w celu zastosowania go jako samolot treningowy i samolot szturmowy. 
W dniu 27 maja 1959 roku odbył się pierwszy lot samolotu wersji HA-200A, który miał zamontowane dwa karabiny maszynowe w skrzydłach oraz posiadał dwa zaczepy do mocowania rakiet i bomb. Samolot ten stał się podstawą do opracowania kolejnych wersji już produkcyjnych samolotu. 
Wersja HA-200B była opracowana na zamówienie sił powietrznych Egiptu i była uzbrojona w 2 działka lotnicze Hispano-Suizo kal. 20 mm. W Hiszpanii wyprodukowano 10 samolotów tego typu, a dalszych 90 na podstawie licencji w Egipcie. Samoloty produkowane w Egipcie zostały oznaczone jako Helwan HA-200B Al-Kahira.
Wersja HA-200D była zmodernizowaną wersją przeznaczoną dla lotnictwa hiszpańskiego. Zbudowano 55 samolotów tego typu. 
Ostatnia wersją tego samolotu była HA-200E, która miała mocniejszy silnik oraz specjalne uniwersalne zaczepy do uzbrojenia. Pierwszy lot samolotu tej wersji odbył się w kwietniu 1965 roku. Zbudowano 35 samolotów tej wersji.
Łącznie w latach 1960–1965 zbudowano 222 samolotów tego typu wszystkich wersji, w tym 2 prototypy oraz 90 samolotów zbudowanych na licencji w Egipcie.

## Użycie w lotnictwie
Samoloty Hispano HA-200 były używane jako samoloty treningowe w hiszpańskie lotnictwo wojskowe do 1981 roku. Nie był używany bojowo jako samolot szturmowy.
Samoloty używane przez lotnictwo wojskowe Egiptu były używane jako samoloty treningowe, użyto ich również bojowo jako samolotów szturmowych w czasie wojny sześciodniowej w 1967 roku.